# Brian Murphy (football)
Pour les articles homonymes, voir Brian Murphy.
Brian Murphy, né le 7 mai 1983 à Waterford (Irlande), est un footballeur irlandais qui évolue au poste de gardien de but. Il remporte deux titres de champion d'Irlande avec le Bohemian Football Club. Le Waterford Football Club est son dernier club. Il arrête le football professionnel en janvier 2023..

## Biographie
Le 27 mai 2015, Murphy fait partie des joueurs en fin de contrat et libérés par QPR.
Le 31 août 2016, il rejoint Cardiff City FC.

## Palmarès

### En club
- Bohemian FC
  - Champion d'Irlande en 2008 et 2009
  - Vainqueur de la Coupe d'Irlande en 2008
  - Vainqueur de la Coupe de la Ligue d'Irlande en 2009

### Distinctions personnelles
- Membre de l'équipe-type du Championnat d'Irlande en 2007, 2008 et 2009.